# جريمة في ثلاث فصول (فلم)
جريمة في ثلاث فصول (بالإنجليزية: Murder in Three Acts) هو فيلم بريطاني أمريكي تلفزيوني لعام 1986 من إنتاج وارنر بروس. ويضم بيتر اوستينوف بدور المحقق البلجيكي هيركيول بوارو. من إخراج غاري نيلسون، ويشارك في بطولته جوناثان سيسيل بدور هستنغز.
ويستند الفيلم على كتاب كريستي مأساة من ثلاث فصول (1934).

## بطولة
- بيتر أوستينوف بدور هيركيول بوارو
- جوناثان سيسيل بدور الكابتن آرثر هستنغز
- توني كيرتس بدور تشارلز كارترايت
- إيما سامس بدور إج
- دانا إلكار بدور الدكتور سترينج
- ليزا إيكهورن بدور سينثيا دايتون
- نيكولاس بريور بدور فريدي دايتون
- فرناندو أليندي بدور ريكاردو مونتويا
- بيدرو ارمينداريزجونيور بدور العقيد ماتيو
- فرانسيس لي ماكين بدور الآنسة ميلري
- ماريان ميرسر بدور ديزي ايستمان
- ديانا مولداور بدور انجيلا ستافورد
- كونسيتا تومي بدور جانيت كريسب
- فيليب غيلمانت بدور القس بابينغتون
- جاكلين ايفانز بدور السيدة بابينغتون
- مارتن لاسال بدور الطبيب
- ألما ليفي بدور الممرضة
- جوليو مونتيرد بدور المدير

## وصلات خارجية
- مقالات تستعمل روابط فنية بلا صلة مع ويكي بيانات

1. ↑  "معلومات عن جريمة في ثلاث فصول (فيلم) على موقع allocine.fr". allocine.fr. مؤرشف من الأصل في 2018-11-17.
2. ↑  "معلومات عن جريمة في ثلاث فصول (فيلم) على موقع imdb.com". imdb.com. مؤرشف من الأصل في 2019-05-06.
3. ↑  "معلومات عن جريمة في ثلاث فصول (فيلم) على موقع synchronkartei.de". synchronkartei.de. مؤرشف من الأصل في 2019-12-15.